# Liste der nach Personen benannten Straßen in Billerbeck
Diese Liste der nach Personen benannten Straßen in Billerbeck enthält alle Straßen in Billerbeck, die nach Personen benannt wurden.
- Abt-Molitor-Straße: Raphael Molitor (1873–1948), erster Abt der Abtei Gerleve von 1906 bis 1948
- Annettestraße: Annette von Droste-Hülshoff (1797–1848), deutsche Schriftstellerin
- Anton-Aulke-Straße: Anton Aulke (1887–1974), deutscher Gymnasiallehrer und Mundartschriftsteller
- Augustin-Wibbelt-Straße: Augustin Wibbelt (1862–1947), deutscher Geistlicher und westfälischer Mundartdichter und -schriftsteller
- Bernhardstraße: Bernhard von Raesfeld (1508–1574), Bischof des Bistums Münster (1557 bis 1566)
- Brockmannweg: Heinrich Brockmann (1829–1899), erster Rendant der Stadtsparkasse Billerbeck und Herausgeber
- Drostenweg: Clemens Heidenreich Droste zu Vischering (1832–1923), preußischer Gutsbesitzer und deutscher Politiker
- Gerburgisstraße: Gerberga I. (Gandersheim) (nach 850–896 oder 897), Benediktinerin, Äbtissin von Gandersheim
- Hannelore-Stein-Weg: Hannelore Stein (1927–1944), jüdisches Mädchen aus Billerbeck
- Heriburgstraße: Heriburg von Nottuln († 839), Äbtissin
- Hermann-Löns-Weg: Hermann Löns (1866–1914), deutscher Journalist und Schriftsteller
- Johannisstraße: Johannes der Täufer, einer der bedeutendsten Heiligen im Katholizismus und der Orthodoxie
- Josefstraße: Josef Averbeck (1856–1933), Ortsvorsteher (1924 bis 1933) und Sägewerksbesitzer
- Josef-Suwelack-Straße: Josef Suwelack (1850–1929), Gründer der Dampf-Molkerei Billerbeck AG, Vater des Fliegers Josef Suwelack
- Karl-Wagenfeld-Straße: Karl Wagenfeld (1869–1939), deutscher Dichter, Lehrer, Heimatforscher und Redakteur
- Ketteler Straße: Wilhelm Emmanuel von Ketteler (1811–1877), katholischer Bischof von Mainz und deutscher Politiker (Deutsche Zentrumspartei)
- Kolpingstraße: Adolph Kolping (1813–1865), deutscher katholischer Priester und Begründer des Kolpingwerkes
- Ludger-Hölker-Straße: Ludger Hölker (1934–1964), Oberleutnant der Luftwaffe
- Ludgeristraße: Liudger (um 742–809), Missionar und erster Bischof von Münster
- Marienstraße: Maria, nach dem Neuen Testament die Mutter Jesu von Nazaret
- Massonneaustraße: Christian Gottfried Heinrich Carl Massonneau (1801–1872), preußischer Bürgermeister und Amtmann von Billerbeck ab 1844
- Nikolausstraße: Nikolaus von Myra (um 288–um 350), Bischof von Myra in Lykien (Kleinasien)
- Natz-Thier-Straße: Bernhard Thier (1886–1957), Heimatfreund und -dichter
- Propst-Laumann-Straße: Anton Laumann (1877–1965), Pfarrer und Propst von Billerbeck (1927 bis 1964)
- von-Galen-Straße: Clemens August Graf von Galen (1878–1946), Bischof von Münster
- von-Raesfeld-Straße: Raesfeld (Adelsgeschlecht), westfälisches Adelsgeschlecht
- von-Twickel-Straße : Twickel (Adelsgeschlecht), westfälisches Adelsgeschlecht